# Charlotte Krenicky
Charlotte Krenicky, född 29 juni 2000  är en volleybollspelare (högerspiker). Hon spelar i Belgiens landslag och med klubblaget Allianz MTV Stuttgart. Tidigare har hon spelat för belgiska klubbar.